# Бюрг, Тван
Тван Бюрг (нидерл. Twan Burg; род. 2 апреля 1990, Схейндел, Северный Брабант) — нидерландский шахматист, гроссмейстер (2015). В 2000 году он был чемпионом Нидерландов среди молодежи до 10 лет, а в 2002 году стал чемпионом на Открытом чемпионате Голландии по шахматам среди молодежи, а также чемпионом Голландии по быстрым шахматам до 12 лет, в 2004 году чемпионом Голландии и чемпионом по быстрым шахматам до 14 лет, в 2005 открытый чемпион Голландии до 16 лет, а в 2006 году чемпион по быстрым шахматам до 16 лет. Он также стал быстрым чемпионом в 2004 и 2010 годах, до 14 лет и 20 лет соответственно. 

## Таблица результатов
| Год  | Город    | Турнир | + | − | = | Результат | Место |
| ---- | -------- | ------ | - | - | - | --------- | ----- |
| 2012 | Харлем   |        | 3 | 0 | 6 | 6 из 9    | [ 2 ] |
| 2014 | Эриче    |        | 5 | 0 | 4 | 7 из 9    | [ 3 ] |
| 2015 | Будапешт |        | 6 | 2 | 4 | 8 из 12   | [ 4 ] |

## Личная жизнь
В сентябре 2016 года состоялась свадьба Бюрга и азербайджанской шахматистки (жен. гм) Наргиза Умудова.

## Изменения рейтинга
| Графики недоступны из-за технических проблем. См. информацию на Фабрикаторе и на mediawiki.org. |